# مايكل كول (سياسي)
مايكل كول (و. 1929 – 1981 م) هو سياسي، ودبلوماسي، وقانوني من جمهورية فايمار، وألمانيا النازية، وألمانيا الشرقية، ولد في زوندرسهاوزن، توفي في برلين، عن عمر يناهز 52 عاماً.

## مناصب
تولى منصب سفير شرق ألمانيا
.

## التعليم
تعلم في جامعة ينا
.

## جوائز
حصل على جوائز منها:
- وسام الاستحقاق الوطني الذهبي
- وسام الاستحقاق الوطني الفضي
- وسام الاستحقاق الوطني البرونزي

## روابط خارجية
- مايكل كول على موقع مونزينجر (الألمانية)